# San José de Nazareno (Durango)
San José de Nazareno es una localidad situada en el municipio de Cuencamé (en el Estado de Durango) y se encuentra a 2085 metros de altitud sobre el nivel del mar. Cuenta con una población de 87 habitantes; 47 hombres y 40 mujeres. La relación mujeres/hombres es de 0,851. El ratio de fecundidad de la población femenina es de 4.29 hijos por mujer. El porcentaje de analfabetismo entre los adultos es del 9,2% (10,64% en los hombres y 7,5% en las mujeres) y el grado de escolaridad es de 5.26 (4.97 en hombres y 5.59 en mujeres).